# Ahmed Chawqi
 (janvier 2025).
Cet article concerne le poète et dramaturge égyptien. Pour le chanteur marocain du même prénom, voir Chawki (chanteur).
Œuvres principales
Chawquiyat
Ahmed Chawqi (1868 - 14 octobre 1932 ; en arabe : أحمد شوقي) est un poète et dramaturge égyptien. Considéré comme l'un des pionniers de la littérature arabe moderne, il a notamment introduit les épopées en littérature arabe. Il a aussi composé une poésie unique, largement considérée comme la plus importante du mouvement littéraire arabe du XXe siècle. Il est surnommé « le prince des poètes ». 

## Biographie
Né au Caire, Ahmed Chawqi grandit dans un environnement cosmopolite et privilégié : sa famille (d'origine kurde et tcherkesse par son père, mais turque et grecque par sa mère) était influente et en bonnes relations avec la cour du Khédive d'Égypte. Après avoir réussi son baccalauréat, il suivit des études juridiques puis obtint un diplôme en traduction. 
Ahmed Chawqi se vit alors offrir un emploi à la cour du Khédive Abbas II Hilmi, une proposition qu'il a immédiatement acceptée. Il y travailla un an, puis fut envoyé poursuivre ses études de droit durant trois ans en France, d'abord à l'université de Montpellier puis à celle de Paris. Pendant son séjour en France, les œuvres des dramaturges français (en premier lieu Molière et Racine) l'influencèrent fortement, de même que les fables de La Fontaine, ce qui va se ressentir dans bon nombre de ses œuvres. Il obtint un diplôme d'études juridiques le 18 juillet 1893 et rentra en Égypte en 1894. Chawqi fut dès lors une personnalité culturelle influente jusqu'en 1914, lorsque les Britanniques l'exilèrent en Andalousie. Ahmed Chawqi y resta jusqu'en 1920, date de son second retour en Égypte. En 1927, ses pairs le "couronnèrent" Amir al Choâara' (أمير الشعراء, littéralement : Prince des Poètes) en reconnaissance de son apport considérable à la littérature arabe.
Il est l'arrière-grand-père maternel d'Amina Taha-Hussein Okada (également petite-fille, par son père, de l'écrivain Taha Hussein), conservatrice en chef de la section indienne du Musée national des arts asiatiques - Guimet de Paris.

## Œuvre
L'œuvre d'Ahmed Chawqi peut être répartie en trois périodes principales qui suivent les étapes de sa carrière :
- La seconde période correspond à son exil en Espagne. Pendant cette période, son sentiment de nostalgie et d'aliénation ont orienté son talent vers la composition de poèmes patriotiques sur l'Égypte et le monde arabe.
- La dernière période commence après son retour d'exil. Il s'intéressa dès lors à l'histoire glorieuse de l'Égypte antique et de l'Islam. Il écrivit des poèmes religieux, faisant l'éloge du prophète de l'islam Mahomet. La maturation de son style poétique se refléta dans ses pièces de théâtre dont les plus célèbres furent éditées durant cette période.

### Théâtre
Ahmed Chawki fut le premier écrivain arabe à écrire du théâtre poétique.
On lui doit notamment :
- Cinq tragédies :
  - Majnoun Laila, (مجنون ليلى, littéralement : Le Fou de Laila), sa première pièce.
  - La Mort de Cléopâtre (مصرع كليوبترا), sa pièce la plus célèbre.
  - 'Antara(عنترة), inspiré de la légende arabe d'Antara.
  - Ali Bek Al-Kabir (علي بك الكبير).
  - Qambiz (قمبيز).
- Et deux comédies:
  - As-sit Houda (الست هدى, littéralement : Madame Houda)
  - Al-Bakhila (البخيلة,littéralement : L'Avare)

### Poésie
Ahmed Chawki a écrit des poèmes qui furent reconnus dès le début comme des chefs-d'œuvre. Ces poèmes ont été regroupés dans le recueil "Ach-Chawqiyyat" (الشوقيات), en quatre volumes, rassemblant poèmes et fables en vers à l'instar de ceux de La Fontaine. Ces volumes  contiennent notamment Nahj Al-Burda (نهج البردة), une apologie de Mahomet. Par ailleurs, il a écrit un long poème sur l'histoire de l'Islam intitulé Les États arabes et les hommes valeureux de l'Islam (دول العرب وعظماء الاسلام). Il écrit aussi un poème au sujet du dernier calife sunnite, Hussein ben Ali.

### Prose
- Chawki a écrit plusieurs romans, dont peu ont survécu. Il a aussi écrit des nouvelles ou chapitres de prose, comme il aimait les appeler, qu'il rassembla ensuite dans un ouvrage sous le titre Les Marchés de l'or	(اسواق الذهب).